# 28e cérémonie des Hong Kong Film Awards
La 28e cérémonie des Hong Kong Film Awards s'est déroulée le 19 avril 2009. (il peut s'agir des titres internationaux ou/et de noms d'artistes vers des articles non-redirigés).
Le film Les Trois Royaumes de John Woo est le plus récompensé avec cinq prix mais c'est le film Ip Man de Wilson Yip qui remporte le prix du meilleur film, alors que le film The Way We Are de Ann Hui reçoit celui du meilleur réalisateur et celui du meilleur scénario,.

## Meilleur film
- Ip Man de Wilson Yip
  - The Way We Are de Ann Hui
  - Les Trois Royaumes de John Woo
  - CJ7 de Stephen Chow
  -  Painted Skin  de Gordon Chan

## Meilleur réalisateur
- Ann Hui pour The Way We Are
  - Johnnie To pour Sparrow
  - John Woo pour Les Trois Royaumes
  - Benny Chan pour Connected
  - Wilson Yip pour Ip Man

## Meilleur scénario
- Lou Shiu Wa pour The Way We Are
  - Susan Chan, Sylvia Chang et Mathias Woo pour Run Papa Run
  - Gordon Chan, Lau Ho Leung et Kwong Man Wai pour Painted Skin
  - Jack Ng et Dante Lam pour The crash
  - Ivy Ho pour Claustrophobia

## Meilleur acteur
- Nick Cheung (The crash)
  - Louis Koo (Run Papa Run)
  - Simon Yam (Sparrow)
  - Tony Leung Chiu-wai (Les Trois Royaumes)
  - Donnie Yen (Ip Man)

## Meilleure actrice
- Pau Hee-ching pour The Way We Are
  - Prudence Lau (True Women for Sale)
  - Barbie Hsu (Connected)
  - Zhou Xun (Painted Skin)
  - Karena Lam (Claustrophobia)

## Meilleur second rôle masculin
- Liu Kai-chi (The crash)
  - Zhang Fengyi (Les Trois Royaumes)
  - Stephen Chow (CJ7)
  - Lam Ka-tung (Ip Man)
  - Fan Siu-wong (Ip Man)

## Meilleur second rôle féminin
- Chan Lai Wun (The Way We Are)
  - Nora Miao (Run Papa Run)
  - Zhao Wei (Les Trois Royaumes)
  - Race Wong  (True Women for Sale)
  - Sun Li (Painted Skin)

## Révélation acteur ou actrice
- Xu Jiao (CJ7)
  - Monica Mok (Ocean Flame)
  - Kitty Zhang  (All About Women)
  - Leung Cheung-lung (The Way We Are)
  - Lin Chi-ling (Les Trois Royaumes)

## Meilleur espoir réalisateur
- Derek Kwok (The Moss)
  - Ivy Ho (Claustrophobia)
  - Heiward Mak (High Noon)

## Meilleur film asiatique
- Héros de guerre de Feng Xiaogang
  - If You Are the One de Feng Xiaogang
  - Cape No. 7 de Wei Te-Sheng
  - Suspect X de Hiroshi Nishitani
  - Forever Enthralled de Chen Kaige

## Récompenses spéciales

### Lifetime Achievement Award
- Josephine Siao

### Professional Spirit Award
- Ding Yue